# (1122) Neith
Pour les articles homonymes, voir Neith (homonymie).
(1122) Neith est un astéroïde de la ceinture principale, découvert le 17 septembre 1928 par l'astronome belge Eugène Joseph Delporte depuis l'observatoire royal de Belgique à Uccle.
Sa désignation provisoire était 1928 SB.
Il est nommé en référence à la déesse Neith de la mythologie égyptienne.